# Посольство України в Лівії
Посольство України в Лівії — дипломатична місія України в Лівії, розташована в місті Триполі.

## Завдання посольства
Основне завдання Посольства України в Триполі представляти інтереси України, сприяти розвиткові політичних, економічних, культурних, наукових та інших зв'язків, а також захищати права та інтереси громадян і юридичних осіб України, які перебувають на території Лівії.
Посольство сприяє розвиткові міждержавних відносин між Україною і Лівією на всіх рівнях, з метою забезпечення гармонійного розвитку взаємних відносин, а також співробітництва з питань, що становлять взаємний інтерес.

## Історія дипломатичних відносин
Велика Соціалістична Народна Лівійська Арабська Джамахірія визнала незалежність України 24 грудня 1991 року. 17 березня 1992 року було встановлено дипломатичні відносини між Україною та Лівією.
Посольство Лівії в Києві функціонує з 1993 року, Посольство України в Триполі з жовтня 1999 року.

## Керівники дипломатичної місії
1. Рибак Олексій Миколайович (1999–2006)
2. Латій Геннадій Георгійович (2006–2010)
3. Нагорний Микола Вікторович (2010–2020)[2]
4. Сіроштан Олександр Андрійович (2020-2021) т.п.
5. Хоманець Володимир Анатолійович (з 2021), за сумісництвом